# 中村水竹
中村 水竹（なかむら すいちく、男性、文化3年（1806年） - 明治5年1月6日（1872年2月14日））は、江戸時代末期の日本の篆刻家である。
幼名を名霄もしくは天祥、名は元祥、字は爾祥・夢竜、号は水竹の他に酔茗軒。通称は主馬もしくは播磨介。京都の人。

## 略伝
京都西洞院一条下ル中立売北に住み、代々近衛家に仕えている。篆刻は三雲仙嘯に学んだ。書・画に巧みであった。慶応3年（1867年）に幕命によって御璽・国璽を刻している。ほかに有栖川宮熾仁親王の印も刻した。自印の印譜『水竹丹篆』がある。